# 钱文奉

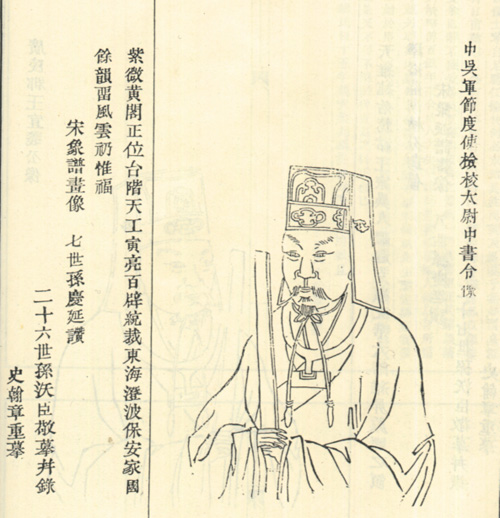
錢文奉

钱文奉（10世纪—969年），字廉卿，号知常子。杭州錢塘（今浙江省杭州市）人，是五代十國的吳越國武肃王钱镠第六子錢元璙的第二子。
钱文奉少时聪明过人，习书史，爱弓马，精骑射，能上马运槊，以武艺高超闻名。涉猎经史、律令、舆地、医药、音律甚至经纬图谶等书籍。初任苏州牙内都指挥使，转任节度副使。先后任职达三十多年，他治军有方，礼贤才士，有儒将之风。钱文奉于苏州所筑南园、东墅，为吴中名胜，奇卉异木，及其身见，皆成合抱。所收藏书画珍玩古器无数，雅有鉴裁。天福七年（942年）广陵王钱元璙病死，钱文奉继为中吳軍節度使，官至检校太尉、中书令。开宝二年（969年）钱文奉卒，谥威。著有《贤语》二十篇。